# The Girl and the Bandit
The Girl and the Bandit er en amerikansk stumfilm fra 1910 af Sidney Olcott.